# Territorio de Hawái
El Territorio de Hawái (en inglés Territory of Hawaii o también Hawaii Territory, en hawaiano: Panalāʻau o Hawaiʻi  fue el nombre de un territorio estadounidense establecido el 30 de abril de 1900 y convertido en estado el 21 de agosto de 1959, cuando su mayor parte (excepto el Atolón Palmyra y las islas Stewart), fue admitido en los Estados Unidos como el quincuagésimo estado de la Unión; el Estado de Hawái.
El 4 de julio de 1898, el Congreso de los Estados Unidos aprobó la Resolución Newlands, que autorizaba la anexión de la República de Hawái, la cual entró en vigor el 12 de agosto, desde ese momento Hawái fue un territorio de los Estados Unidos, pero no fue hasta abril de 1900 cuando el Congreso aprobó la Ley Orgánica de Hawái, la cual lo organizó formalmente. Los hawaianos, no obstante no reconocieron, en su mayoría, la legitimidad de tal acto.
Durante la Segunda Guerra Mundial (1941 a 1944) y como consecuencia de su proximidad al teatro de operaciones del Pacífico, Hawái (que había sufrido el ataque del Imperio del Japón en su territorio) estuvo bajo la ley marcial; el gobierno civil fue disuelto y se designó un gobernador militar.